# Crocifisso n. 434
Il Crocifisso con otto storie della Passione (Croce n. 434, dal numero di inventario del 1890) è un dipinto a tempera e oro su tavola (250x200 cm) di un maestro toscano anonimo ("Maestro della Croce 434"), databile al 1240-1245 circa e conservato nella Galleria degli Uffizi a Firenze.

## Storia
Il Crocifisso 434, tra i capisaldi della pittura nell'ambito fiorentino prima di Cimabue, è stato variamente attribuito e datato. Di solito si parla di un maestro anonimo che da esso prende il nome, influenzato dalle scuole pisana e lucchese, allora dominati, con oscillazioni riguardo alla data tra il 1230 e il 1270. Si è tentato di identificare il maestro con Coppo di Marcovaldo, uno dei pochi pittori della prima metà del Duecento del quale si conosca il nome e almeno un'opera certa (la Madonna del Bordone a Siena): secondo Luciano Bellosi il "Maestro della Croce 434" sarebbe una fase della produzione di Coppo, secondo Boskovits invece potrebbe essere un pittore della sua cerchia.
L'opera, della quale si ignora la collocazione originaria, venne restaurata nel 1964, rimuovendo uno spesso strato di sporco e la ridipintura sette-ottocentesca. Secondo alcuni invece la ridipintura di alcune parti come il volto era ben più antica, arrivando ad attribuirla allo stesso Coppo.

## Descrizione e stile

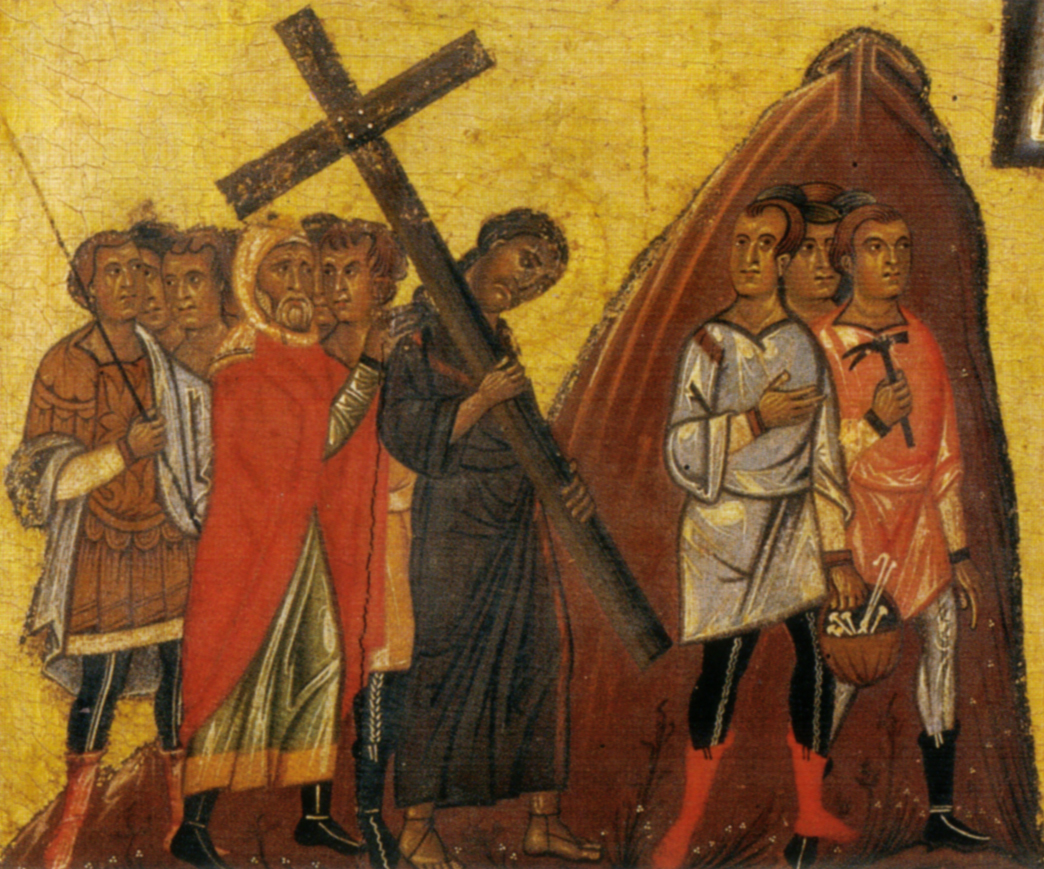
Andata al Calvario

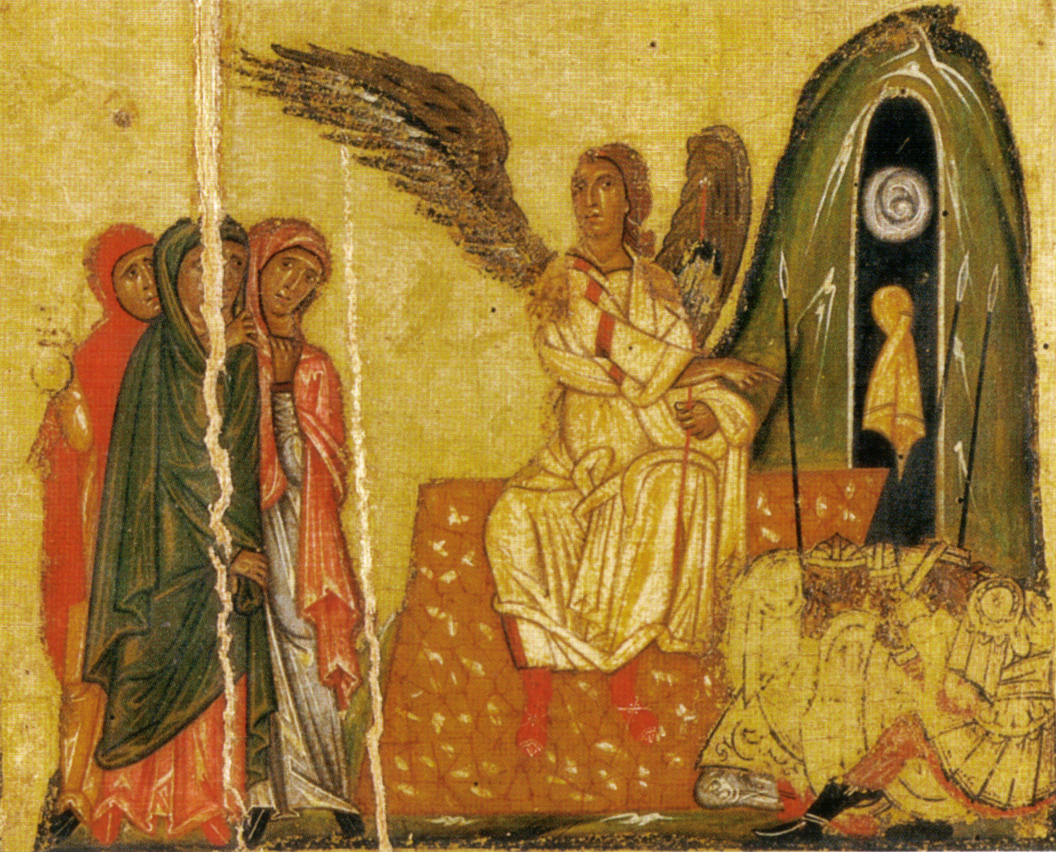
Pie donne al sepolcro

L'opera è un esempio di crocifisso del tipo Christus patiens, in cui Gesù è rappresentato dolente sulla croce. Si tratta dell'iconografia che si affermò nel corso del XIII secolo spinta dalla predicazione dei francescani, sostituendo quella più antica del Christus triumphans ("Cristo trionfante" sulla morte) di derivazione bizantina.
La tavola è in uno stato di conservazione buono, sebbene si registri la perdita dei quattro tabelloni alle estremità della croce e in passato abbia subito ridipinture.
Cristo è raffigurato sulla croce con un'aureola a rilievo, decorata da castoni. Il suo corpo, non ancora inclinato a sinistra, è asciutto e con un'anatomia stilizzata ma plausibile, disegnata a forza di lumeggiature e ombreggiature che riescono a sbalzare le forme. Estremamente accentuata è l'espressività del volto, con la triste smorfia di dolore e con una serie di righe del viso i cui giochi lineari trovano corrispondenza e continuazione nelle onde della capigliatura e nei riccioli della barba. Un motivo simile, di grandissima raffinatezza, si trova anche nell'articolato nodo del perizoma, che sale e scende a più riprese generando una serie di increspature asimmetriche che rompono la schematicità di altre opere simili dell'epoca. Il diverso ricadere delle pieghe anzi esalta la diversa disposizione spaziale delle gambe, facendo avanzare il ginocchio sinistro.
Sui tabelloni si trovano otto storie della Passione e Resurrezione di Cristo:
- Gesù davanti a Pilato
- Cristo deriso
- Flagellazione
- Andata al Calvario
- Discesa dalla Croce
- Sepoltura di Cristo
- Pie donne al sepolcro
- Cena in Emmaus

Le storie sono sapientemente ripartire in prima e dopo la Crocifissione, che si svolge ovviamente al centro nel soggetto principale. In esse si nota una certa vivacità narrativa, anche se non raggiungono l'espressività del Cristo crocifisso.